# Ildar Amirowitsch Chairullin
Ildar Amirowitsch Chairullin (russisch Ильдар Амирович Хайруллин; beim Weltschachverband FIDE Ildar Khairullin; * 22. August 1990 in Perm) ist ein russischer Schachspieler.

## Werdegang
Chairullin erlernte das Schachspiel im Alter von sechs Jahren. Sein erster Trainer war Waleri Pugatschewski. Mit acht Jahren wurde er Meisteranwärter, mit vierzehn Internationaler Meister. Die erforderlichen Normen erfüllte er 2003 bei einem Turnier in Serpuchow sowie 2004 bei zwei Turnieren in Moskau. Nach der Schule nahm er das Studium an der Saratower Staatlichen Sozialökonomischen Universität auf, wechselte aber später an die Staatliche Universität für Wirtschaft und Finanzen Sankt Petersburg.
Er gewann russische Jugendmeisterschaften in den Altersgruppen U10 (Serpuchow, 2000), U12 (Dagomys, 2002) und U14 (Dagomys, 2003). 2004 siegte Chairullin bei der Jugendweltmeisterschaft U14 in Iraklio, im nächsten Jahr triumphierte er in der Altersgruppe U18 in Belfort.
2003 und 2009 holte er den Sieg bei den Meisterschaften des Föderationskreises Wolga. 2006 teilte er den 5.–7. Platz bei der russischen Einzelmeisterschaft, indem er unter anderem Denis Chismatullin und Nikita Witjugow in der Tabelle überflügeln konnte. Außerdem gewann er 2010 die Sankt Petersburger Stadtmeisterschaft.
2007 wurde ihm vom Weltschachbund der Titel eines Großmeisters verliehen. Die erforderlichen Normen erfüllte er im Mai 2005 beim World Youth Stars Intl in Kirischi, im Februar 2006 beim Aeroflot Open in Moskau und im Dezember 2006 bei der russischen Einzelmeisterschaft in Moskau. Auch auf internationaler Ebene erzielte Chairullin ordentliche Ergebnisse. So teilte er den 11.–21. Platz beim Moscow Open-Festival (2008), 3.–7. Platz beim Hogeschool Zeeland Open (Vlissingen, 2009) und 2.–4. Platz beim Capablanca-Gedenkturnier (Premier) (Havanna, 2010). Chairullin qualifizierte sich für den Schach-Weltpokal 2011 in Chanty-Mansijsk, scheiterte dort aber in der ersten Runde am Chinesen Ni Hua.
In der russischen Mannschaftsmeisterschaft spielte er 2006 für Sankt Petersburg, 2007 für Ladja Kasan, 2008 für Economist SGSEU-1 Saratow, mit denen er im gleichen Jahr auch am European Club Cup teilnahm, 2010 für den Tschigorin-Schachklub Sankt Petersburg; seit 2011 spielt er für Sankt Petersburg, mit denen er 2013 russischer Mannschaftsmeister wurde. Mit Sankt Petersburg nahm er auch in den Jahren 2011 bis 2014 am European Club Cup teil, er gewann den Wettbewerb 2011 und erreichte 2012 den zweiten Platz. Außerdem spielte Chairullin in Deutschland für den SV Wiesbaden und in Belgien für L’Echiquier Amaytois.